# Acrapex taurica
Acrapex taurica is een vlinder uit de familie uilen (Noctuidae). De wetenschappelijke naam is voor het eerst geldig gepubliceerd in 1900 door Staudinger.
De soort komt voor in Europa.